# Maren Kuhn-Rehfus
Maren Kuhn-Rehfus, geborene Rehfus (* 31. August 1938 in Ludwigshafen; † 2. September 1993 in Sigmaringen), war eine deutsche Historikerin und Archivarin.
Maren Rehfus studierte nach dem Abitur 1957 in Esslingen von 1958 bis 1969 Geschichte, Politikwissenschaft, Englisch und Philosophie an den Universitäten Tübingen, Berlin und Heidelberg. 1969 wurde sie bei Hansmartin Decker-Hauff an der Universität Tübingen mit einer Arbeit Das Zisterzienserinnenkloster Wald – Grundherrschaft, Gerichtsherrschaft und Verwaltung promoviert. Anschließend trat sie als Archivreferendarin am Hauptstaatsarchiv Stuttgart in den Archivdienst des Landes Baden-Württemberg ein und absolvierte die Archivschule Marburg. Ab 1971 war sie am Staatsarchiv Sigmaringen tätig, zuletzt von 1992 bis zu ihrem Tode als Leiterin. Seit 1972 war sie mit dem Oberstudienrat Werner Kuhn († 2014) verheiratet.

## Veröffentlichungen (Auswahl)
- Die Urkunden des Zisterzienserinnenklosters Wald. Regesten (= Documenta Suevica. Bd. 23). Hrsg. von Volker Trugenberger, Isele, Eggingen 2014, ISBN 978-3-86142-591-5.
- mit Werner Kuhn: Sigmaringen in alten Ansichten. Sigmaringen 1995, ISBN 3-7995-3430-X.
- Das Zisterzienserinnenkloster Wald (= Germania Sacra, Neue Folge 30, Die Bistümer der Kirchenprovinz Mainz. Das Bistum Konstanz, Band 3). Walter de Gruyter, Berlin & New York 1992, ISBN 3-11-013449-7 (Digitalisat).
- mit Otto Heinrich Becker: Sigmaringen. Ein historischer Führer. Sigmaringendorf 1989, ISBN 3-8235-8012-4.